# Финикс Мари
Финикс Мари (на английски: Phoenix Marie) е артистичен псевдоним на Мелиса Мари Хътчисън (Melissa Marie Hutchison) – американска порнографска актриса.
Родена е на 21 септември 1981 г. в Златната долина, щата Аризона, САЩ и е от английски, немски, италиански и шотландски произход.

## Кариера
В порнографската индустрия
Започва кариерата си като порнографска актриса през октомври 2007 г. Дебютната ѝ сцена е в продукцията „Brand New Faces 2“ на компанията Вивид Ентъртейнмънт.
Изяви извън порнографската индустрия
Финикс Мари участва във видеоклиповете на песните „We Still In This Bitch“ на рапърите Би Оу Би, Ти Ай и Джуси Джей и „Take it to the Hub“ на Кулио.

## Награди и номинации
Носителка на награди
- 2010: Пентхаус любимка за месец ноември.[6][7]
- 2015: AVN награда за най-добра POV секс сцена – „Гледната точка на Лекс“ (с Лексингтън Стийл).[8]

Номинации
- 2009: Номинация за XBIZ награда за нова звезда на годината.[9]
- 2010: Номинация за AVN награда за уеб звезда на годината.[10][11]
- 2010: Номинация за AVN награда за най-добра сцена с анален секс – „Анално преклонение 11“.[12][11]
- 2010: Номинация за XBIZ награда за изпълнителка на годината.[13]
- 2010: Финалистка за F.A.M.E. награда за любима анална звезда.[14]
- 2010: Финалистка за F.A.M.E. награда за любимо дупе.[14]
- 2011: Номинация за AVN награда за най-добра групова секс сцена само с момичета.[11]
- 2012: Номинация за AVN награда за изпълнителка на годината.[11]
- 2012: Номинация за AVN награда за най-добра групова секс сцена само с момичета – заедно с Джейдън Джеймс и Маккензи Лий за изпълнение на сцена във филма „Затворнички“.[15][11]
- 2012: Номинация за AVN награда за най-добра секс сцена с тройка.[11]
- 2012: Номинация за AVN награда за най-добра сцена с групов секс.[11]
- 2012: Номинация за AVN награда за най-добра сцена с анален секс.[11]
- 2012: Номинация за NightMoves награда за най-добро дупе.[16]
- 2012: Номинация за Urban X награда за изпълнителка на годината.[17]
- 2013: Номинация за AVN награда за MILF изпълнителка на годината.[18]
- 2015: Номинация за XBIZ награда за MILF изпълнителка на годината.[19]